# Take to the Skies
Take to the Skies è il primo album in studio del gruppo musicale britannico Enter Shikari, pubblicato il 19 marzo 2007 dalla Ambush Reality nel Regno Unito.
È uno dei primi album di una band esordiente nella storia della musica ad aver raggiunto i primi cinque posti in classifica nel Regno Unito senza aver ricevuto alcun supporto da parte di un'etichetta discografica (la Ambush Reality è di diretta appartenenza degli Enter Shikari), ed è considerato una pietra miliare del genere electronicore.
Dopo l'uscita del disco in Europa, la band fu impegnata per qualche tempo a trovare l'etichetta più adatta per poter pubblicare l'album anche in Nord America. Siglarono un contratto con la Tiny Evil Records e l'album fu pubblicato il 30 ottobre 2007.

## Descrizione
Debuttò direttamente alla quarta posizione della Official Albums Chart vendendo oltre 28 000 copie in meno di una settimana, diventando uno dei primi album di successo del genere electronicore. Grazie a questo disco gli Enter Shikari si sono aggiudicati, nel 2007, importanti riconoscimenti come "miglior band metal dell'anno" da NME e cinque candidature ai Kerrang! Awards: "miglior album", "miglior singolo" per Sorry You're Not a Winner, "miglior band britannica", "miglior band dal vivo" e lo speciale premio all'indipendenza discografica, con le ultime due che hanno visto vittoriosa la band. Grazie all'originale stile musicale mostrato nel disco sono stati inoltre insigniti del premio "John Peel" per l'innovazione musicale ai NME Awards 2007. Al 2012, l'album ha venduto oltre 200 000 copie in tutto il mondo.
È stato pubblicato anche in una versione comprendente, oltre al CD standard, un DVD con tre dei brani con cui gli Enter Shikari si sono esibiti il 4 novembre 2006 all'Astoria di Londra, riprese del backstage e un photo slide show. L'intero concerto all'Astoria era stato filmato per pubblicarlo per intero nell'edizione speciale, ma per via della qualità del suono piuttosto bassa solo tre delle tracce hanno potuto essere pubblicate.

## Tracce
Testi di Rou Reynolds, musiche degli Enter Shikari.
- Le note accanto ad alcuni brani riguardano alcune versioni iTunes dell'album -
1. [senza titolo] – 1:08 – unita alla traccia successiva o reintitolata Stand Your Ground; This Is Ancient Land
2. Enter Shikari – 2:52 – reintitolata Stand Your Ground/This Is Ancient Land/Enter Shikari
3. Mothership – 4:30
4. Anything Can Happen in the Next Half Hour... – 4:32
5. [senza titolo] – 1:00 – unita alla traccia precedente o reintitolata Interlude 1
6. Labyrinth – 3:51
7. No Sssweat – 3:16
8. Today Won't Go Down in History – 3:34
9. [senza titolo] – 1:28 – reintitolata Reprise 1 o Interlude 2
10. Return to Energiser – 4:35
11. [senza titolo] – 0:18 – unita alla traccia successiva o reintitolata Interlude 3
12. Sorry, You're Not a Winner – 3:52 – reintitolata Sorry, You're Not a Winner (Remix)
13. [senza titolo] – 0:35 – unita alla traccia successiva o reintitolata Interlude 4
14. Jonny Sniper – 4:01
15. Adieu – 5:40
16. OK, Time for Plan B – 4:55
17. [senza titolo] – 2:44 – reintitolata Reprise 2 o Interlude 5

Traccia bonus nella versione iTunes statunitense
1. Kicking Back on the Surface of Your Cheek – 3:46

Live at the Astoria DVD
1. Backstage #1 – 2:46
2. Labyrinth – 3:11
3. Backstage #2 – 3:11
4. The Feast – 4:14
5. Backstage #3 – 2:49
6. Sorry You're Not a Winner – 4:14
7. Credits – 0:32

## Formazione
Enter Shikari
- Rou Reynolds – voce, chitarra acustica, lap steel guitar, tastiera, sintetizzatore, programmazione
- Rory Clewlow – chitarra elettrica, cori
- Chris Batten – basso, voce secondaria
- Rob Rolfe – batteria, percussioni

Cori aggiuntivi
- Ben Shute
- Ian Shortshaft
- Joel De'Ath
- Timbo Baggins

Produzione
- Enter Shikari – produzione
- Gavin Paul Maxwell – ingegneria del suono
- John Mitchell – ingegneria del suono
- Ben Humphreys – ingegneria del suono
- Martin Giles – mastering
- Peter Hill – fotografia
- Keaton Henson – illustrazioni, design

Crediti del DVD Live at the Astoria
- Paul McLoone – produzione
- Manifesto Films – produzione
- Gavin Paul Maxwell – ingegneria del suono
- Jerome McCann – ingegneria del suono
- James Kemp – missaggio
- Laurence Hardy – regia, editing, riprese
- Andrew Carey – riprese
- Hugo Levien – riprese
- Tatsu Ozaki – riprese
- Jenifer Wright – fotografia
- Stephen Condell – fotografia

## Classifiche
| Classifica (2007)          | Posizione massima |
| -------------------------- | ----------------- |
| Belgio (Fiandre)           | 89                |
| Germania                   | 93                |
| Giappone                   | 31                |
| Irlanda                    | 26                |
| Regno Unito                | 4                 |
| Regno Unito (rock & metal) | 1                 |